# Justin Read
Justin Read és un astrofísic britànic que va obtenir el seu doctorat en astrofísica teòrica de la Universitat de Cambridge, Regne Unit, el 2003. Després d'un càrrec com a investigador postdoctoral de dos anys, també a Cambridge, es va traslladar a la Universitat de Zúric per unir-se a l'Institut de Física Teòrica. El 2009, es va incorporar a la Universitat de Leicester com a professor d'astrofísica teòrica, i a l'octubre de 2010 se li va concedir una càtedra de l'ETH a Zúric. A partir de 2013 ell va assumir una càtedra completa a la Universitat de Surrey, Guildford, Regne Unit, on és cap de departament.

## Premis
Justin Read va obtenir el Premi MERAC 2013 al Millor Investigador de Carrera Primerenc a Nova Tecnologia per la seva investigació d'alt impacte en l'astrofísica i la cosmologia computacional mitjançant el desenvolupament d'un nou mètode SPH-S, el que millora substancialment la tècnica Smoothed Hidrodinàmica de Partícules utilitzat, en particular, per modelar l'acumulació de gas en la formació de galàxies.
El Premi MERAC s'atorga pels seus importants èxits en l'àrea de l'astrofísica computacional. Ha estat capaç de millorar substancialment un dels dos principals mètodes de càlcul adoptats per modelar la hidrodinàmica de l'astrofísica, la tècnica emprada és la Smoothed Particle Hydrodynamics (SPH). Des de simulacions numèriques s'han convertit en una part essencial de l'astrofísica i la cosmologia en l'última dècada, sovint condueix a la interpretació de les dades astronòmics, l'impacte del seu treball en el camp és de vital importància, i ho serà encara més en el futur. El mètode desenvolupat per Justin Read, anomenada SPH-S, supera dos problemes de llarga data relacionats de SPH estàndard, és a dir, la seva incapacitat per resoldre la barreja de fluids i inestabilitats de captura en les interfícies de fluids.
El treball s'ha realitzat a la Universitat de Zúric i l'ETH de Zuric, així com a Leicester i Heidelberg.